# Dale Bumpers
Dale Leon Bumpers (ur. 12 sierpnia 1925 w Charleston, Arkansas, zm. 1 stycznia 2016 w Little Rock) – amerykański prawnik i polityk, członek Partii Demokratycznej. W latach 1970–1974 był gubernatorem stanu Arkansas, a w latach 1975–1999 reprezentował ten stan w Senacie Stanów Zjednoczonych.

## Życiorys
Dale Bumpers urodził się 12 sierpnia 1925 roku w Charleston w stanie Arkansas. Uczęszczał do szkół publicznych w Arkansas i studiował na Uniwersytecie Arkansas w Fayetteville. W latach 1943–1946 służył w Korpusie Piechoty Morskiej Stanów Zjednoczonych. W 1951 roku ukończył studia prawnicze na Uniwersytecie Northwestern w Chicago w stanie Illinois i powrócił do Charleston, gdzie w latach 1952–1970 został prawnikiem tego miasta. W 1968 roku pełnił funkcję specjalnego sędziego w Sądzie Najwyższym stanu Arkansas.
W 1970 roku rozpoczął karierę polityczną. W latach 1970–1974 piastował stanowisko gubernatora stanu Arkansas. W wyborach w 1974 roku z ramienia Partii Demokratycznej został wybrany do Senatu Stanów Zjednoczonych na kadencję rozpoczynającą się 3 stycznia 1975. Trzykrotnie skutecznie ubiegał się o reelekcję w wyborach w latach 1980, 1986 oraz 1992. W latach 1987–1995 był przewodniczącym komisji do spraw drobnej przedsiębiorczości Senatu Stanów Zjednoczonych.
Nie ubiegał się o reelekcję w wyborach w 1998 roku.
Zmarł 1 stycznia 2016 w swoim domu w Charleston, przeżywszy 90 lat.